# Joe Bar Team
Joe Bar Team è una serie umoristica francese a fumetti basata sulle spericolate ed imbarazzanti vicende vissute dai protagonisti nel corso della loro vita da motociclisti. I protagonisti del Joe Bar Team rispecchiano gli stereotipi tipici di ogni motociclista medio, qualità che li accomunano in tutto il mondo.
La striscia è stata ideata nel 1989 da Bar2 e proseguita poi da Fane. 

## Storia
Il primo volume, che raccoglieva le strisce pubblicate sino ad allora sulla rivista Moto Journal, è stato dato alle stampe nel 1990 e ha avuto un seguito di altri 6 volumi, per un totale di 7.
1. Volume: La Sfida
2. Volume: Vent'anni dopo
3. Volume: È nato un pilota
4. Volume: Adoro l'inverno
5. Volume: È stato bello
6. Volume: Sono arrivato! Un baby, prego...
7. Volume:--

A questi volumi va aggiunta L'enciclopedia imbecille della moto, pubblicata nel 1998 da Bar2 e Michel Bidault, ironica guida al mondo delle due ruote illustrata con i personaggi del "team".
Le strisce sono ambientate in una Parigi degli anni '70, a cavallo delle più significative moto di quegli anni
ad omaggio allo stile Inglese ed Italiano e alle incredibili proposte motoristiche dei Giapponesi.
Ma nei nuovi volumi i vecchi protagonisti perdono il loro ruolo principale per fare da spalla, vent'anni dopo, a nuovi motociclisti. Anche se da spalla i vetusti motociclisti continueranno a corredare i capitoli con le loro imprese e goliardie.
Ritorneranno in sella ai loro antichi bolidi nel 5 capitolo.
In Italia le strisce arrivano nei primi anni '90 come inserto di Motosprint e in seguito come pagina finale del settimanale, diventando subito oggetto di curiosità ed in seguito di culto.

## I personaggi e le loro moto

### Originari
- Joe è il proprietario del bar dove si ritrovano normalmente i protagonisti. Di solito staziona dietro il bancone e si limita a fare il "direttore di gara", ma è talvolta apparso in sella ad una Moto Guzzi V7 Special. Il juke-box del bar suona dischi in  cui sono incise le "voci" dei motori motociclistici.
- Edouard Bracame (arbre à cames, albero a camme in francese), detto Ed il polso: gira su un Honda CB 750 Four, in seguito sostituita da una Honda CB 1000 Big One. Più fanfarone che vincitore, ama provocare gli amici alla gara, maniaco della frenata tardiva, la sua prima frase è: «Piscio sui pomponi e sui cilindri dispari!». Talvolta si cimenta nel compito di capitano di scuderia quando qualcuno dei suoi scalcagnati amici si improvvisa pilota professionale.
- Guido Brasletti, detto Pepé: possessore di una Ducati 900 SS in seguito sostituita da una Ducati SS 900 semi carenata in onore al vecchio modello, flemmatico e un po' indolente. Non rinnega le sue origini infatti indossa un casco tricolore e in seguito guiderà solo Ducati. Ha come sua seconda passione le donne, che ama corteggiare, da vero amatore latino. Amante della linea perfetta in curva.
- Jean-Raoul Ducable, detto Jeannot la rotella: su una Kawasaki 750 H2 in seguito guiderà una Suzuki 750 GSX-R W, Jeannot è l'esaltato vero per la velocità. Tutto ciò che sfreccia ad alta velocità è per lui motivo di gran gioia ed eccitazione. Nulla lo può distrarre  dal suo unico scopo: essere il più veloce del gruppo. È l'unico del gruppo a indossare un casco integrale forse perché reo della sua indole alla velocità; si è anche cimentato in gare assistito dal Joe Bar Team con risultati immaginabili.
- Jean Manchzeck, detto Joe ragazzata: dotato di una Norton Commando 850 in seguito la sua moto sarà una Triumph 900 Daytona, è il più nervoso del gruppo, non si tira mai indietro nelle discussioni come nelle sfide a due. Guida una leggenda su due ruote e ne è conscio pur non risparmiando secchiate di gas quando corre con gli amici. Joe nel corso del fumetto si rivelerà un teorico della traiettoria

### Nuovi albi
Nella nuova serie di albi ai personaggi storici della serie si sono aggiunti i giovani:
- Paul Posichon  - Yamaha XT 600, sostituita poi da una KTM Duke 690
- Pierre Leghnome - Yamaha V-Max (inizialmente usava la 1200, poi la rimpiazza con la 1700)
- Jérémie Lapurée - Harley-Davidson XL883R Sportster, sostituita poi da una Buell S1 Lightning.
- Marius Sonpeneu - Triumph Speed Triple 1050